# Benjamin Kaverine
Véniamine (Benjamin) Alexandrovitch Kaverine (en russe : Вениами́н Алекса́ндрович Каве́рин), né Véniamine Abelovitch Zilber (Зи́льбер) le 6 avril 1902 (19 avril dans le calendrier grégorien) à Pskov (Empire russe) et mort le 2 mai 1989 à Moscou (Union soviétique), est un écrivain soviétique,,.
Il était deux fois le beau-frère de Iouri Tynianov (1894-1943), célèbre auteur formaliste, car il épousa sa sœur Lydia Tynianova (1902-1984), écrivain pour enfants, et Iouri Tynianov épousa Léa Zilber (1892-1944), la sœur de Kaverine.
Un astéroïde a été nommé en son honneur ((2458) Veniakaverin).

## Biographie
Ses parents juifs assimilés, Abel Abramovitch Zilber et Hannah Hirchevna Desson étaient propriétaires de magasins de musique. Son frère aîné, Lev Zilber (1894-1966), fut l'un des fondateurs de la virologie en Union soviétique. Il était aussi le frère de Myriam Rummel (1890-1988), David, médecin militaire, Alexandre (1899-1970), compositeur sous le nom de Routchiov, et Léa (1892-1944).
Il sortit de l'Institut des Langues orientales en 1923 et de la faculté d'histoire et de philologie de l'Université de Léningrad en 1924. Il fit sa thèse, publiée en 1929, sur Baron Brambeus, l'histoire d'Ossip Senkovski (Josef-Julian Senkowski, 1800-1858).
Il prit comme nom de plume Kaverine, d'après le nom d'un hussard ami de Pouchkine qu'il évoqua dans Eugène Onéguine. Au début des années 1920, il fit partie du groupe littéraire dit des « Frères Sérapion » avec Victor Chklovski, Vladimir Pozner, Mikhaïl Zochtchenko, Nikolaï Tikhonov, etc. Ses premiers récits furent dans la veine fantastique ; il revint au réalisme vers 1926, avec Quatre-vingt-dix destins.
On retrouve son nom parmi les vingt-cinq auteurs du roman collectif Grandes incendies (ru) (Больши́е пожа́ры) paru en 1927, dans le journal Ogoniok, racontant dans le style de bout-rimé l'histoire d'une série d'incendies criminels dans la ville fictive soviétique de Zlatogorsk. Kaverine y signe l'épisode intitulé Retour de territoire (Возвращение пространства).
Ses romans les plus célèbres furent le roman d'aventure Deux capitaines (Dva kapitana), publié en 1940-1945 qui reçut le prix Staline en 1946, et qui enthousiasma la jeunesse soviétique de l'époque ; ainsi que Livre ouvert (Otkrytaïa kniga) (1953-1956) sur l’intelligentsia soviétique.
Il est enterré au cimetière Vagankovo de Moscou.

## Filmographie
- 1927 : Somebody Else's Coat  (Chuzhoy pidzhak) de Boris Shpis (en) (d'après une de ses nouvelles )
- 1955 : Deux Capitaines (Vladimir Venguerov)
- 1973 : Livre ouvert (Vladimir Fetine)
- 1976 : Deux Capitaines (Evgueny Karelov)
- 1977 : Livre ouvert (Viktor Titov)

## Sources
- Traduction partielle Wikipedia (de + ru)[réf. incomplète]